# Velibeyrichia
Velibeyrichia is een geslacht van uitgestorven kreeftachtigen uit de klasse van de Ostracoda (mosselkreeftjes).

## Soorten
- Velibeyrichia epona (Oepik, 1953) Talent, 1965 †
- Velibeyrichia moodeyi (Ulrich & Bassler, 1908) Martinsson, 1962 †
- Velibeyrichia paucigranulosa Swartz & Whitmore, 1956 †
- Velibeyrichia reticulosaccula Swartz & Whitmore, 1956 †
- Velibeyrichia sichuanensis Zheng, 1982 †